# Aron Kogan
Aron Kogan (1924 – 1961) foi um engenheiro, formado pela Universidade Presbiteriana Mackenzie, que atuou no Brasil principalmente nas décadas de 1950 e 1960. Foi um dos responsáveis pela construção de vários edifícios na cidade de São Paulo, dentre eles o mais alto do Brasil até 2014, o Edifício Mirante do Vale projetado juntamente ao engenheiro Waldomiro Zarzur. Em 1961, saiu de casa com duas pessoas que pretendiam comprar o seu carro. Uma hora depois foi encontrado morto dentro de seu carro, na rua Pedroso, próximo ao centro da cidade. O autor do homicídio foi Hildebrando Fabri Neto.
Kogan teve três filhos: Lilian Kogan, Telma Wagner e Marcio Kogan, também arquiteto e formado na Universidade Presbiteriana Mackenzie em 1977.

## Edifícios projetados

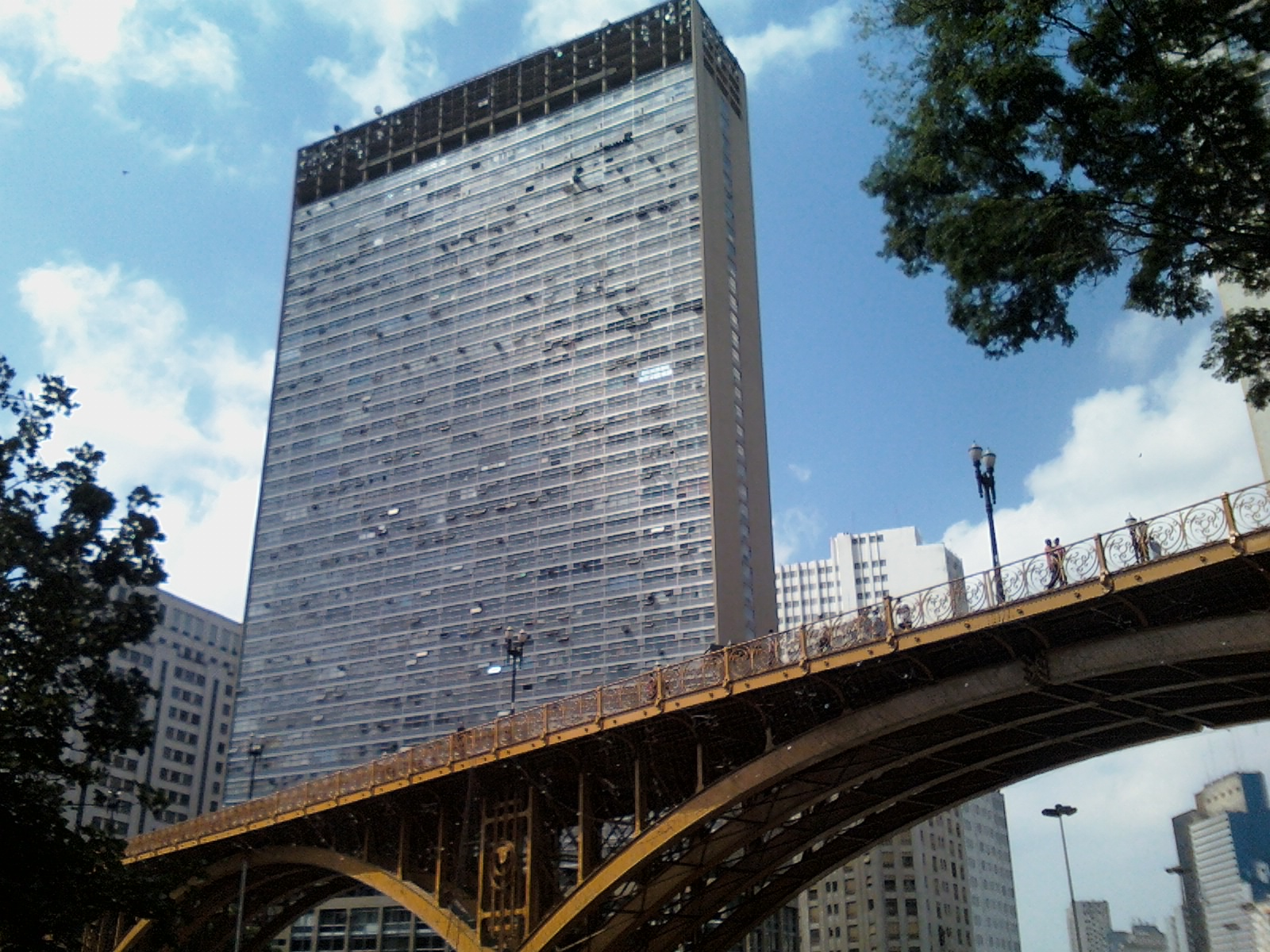
Edifício Mirante do Vale

Algumas obras de Aron:
- Mirante do Vale
- Edifício São Vito
- Edifício Racy
- Edifício 14 Bis

## Parcerias
Enquanto estudava engenharia na Universidade Presbiteriana Mackenzie, conheceu Waldomiro Zarzur e formou uma sociedade que durou até 1960. Quando Kogan foi assassinado, Zarzur assumiu a empresa.